# Adlerský rajón
Adlerský rajón (rusky А́длерский райо́н, Adlerskij rajon) je nejjižnější ze čtyř rajónů lázeňského města Soči v Krasnodarském kraji v Rusku. Jeho historickým centrem je bývalé město Adler ležící u ústí řeky Mzymty do Černého moře. V roce 2013 měl bezmála 90 tisíc obyvatel na rozloze 1352 čtverečních kilometrů.

## Poloha

Správní dělení města Soči: 4 – Adlerský rajón, 2 – Chostinský rajón, 1 – Centrální rajón, 3 – Lazarevský rajón

Adlerský rajón sousedí na jihovýchodě s obcí Gečripši v okrese Gagra v Abcházii (separatistické části Gruzie), na východě s Mostovským rajónem v Krasnodarském kraji, na severu s Majkopským rajónem v Adygejsku, s Chostinským rajónem města Soči na severozápadě a s Černým mořem na jihozápadě.

## Doprava
V Adlerském rajónu je mezinárodní letiště Soči sloužící celé okolní oblasti.
Také je zde železniční stanice Adler provozovaná v rámci Severokavkazských drah. Spojení dálkovými vlaky je nejen do vzdálených měst v Rusku (například do Vorkuty nebo Chabarovska), ale v provozu bylo do roku 2013 také přímé vlakové spojení do Berlína a v závislosti na vývoji mezinárodních vztahů odtud jezdí vlaky do gruzínského Suchumi.

## Obyvatelstvo
V roce 2010 zde žilo 76 534 lidí.

## Sport
Do Adlerského rajónu spadá sídlo Krasnaja Poljana s lyžařským střediskem Roza Chutor, stejně jako stadiony vybudované pro XXII. zimní olympijské hry, například olympijský stadion Fišt.

## Dělení rajónu

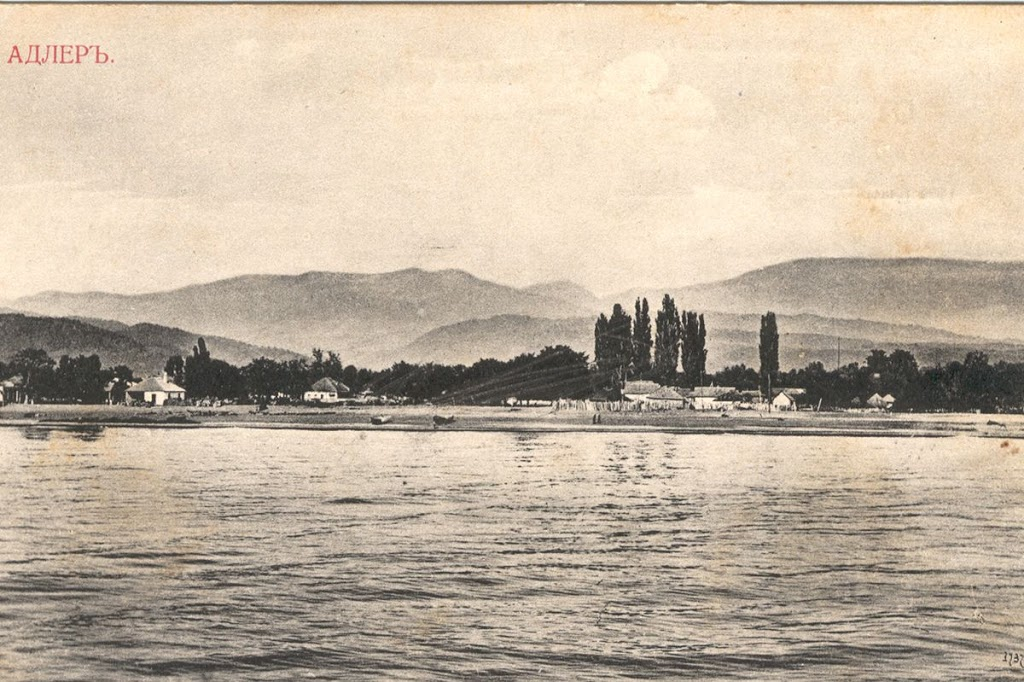
Pohled na Adler roku 1910.

Rajón se rozprostírá podél pobřeží Černého moře. Zahrnuje několik čtvrtí a sídlišť, jeden městskosídelní okruh a tři venkovské okruhy.

### Čtvrti a sídliště
- Adler
- Blinovo
- Golubje Dali
- Kurortnyj Gorodok
- Nižněimeretinskaja Buchta
- Čerjomuški

### Městskosídelní okruh
- Krasnopoljanský městskosídelní okruh

### Venkovské okruhy
- Nižněšilovský venkovský okruh
- Kuděpstinský venkovský okruh
- Moldovský venkovský okruh